# Ankerit
Ankerit (Braunspat) ist ein häufig vorkommendes Mineral aus der Mineralklasse der wasserfreien Carbonate ohne fremde Anionen. Es kristallisiert im trigonalen Kristallsystem mit der chemischen Zusammensetzung CaFe[CO3]2  und entwickelt meist rhomboedrische Kristalle, aber auch körnige Aggregate in weißer, graubrauner oder braungelber Farbe bei weißer Strichfarbe.
Ankerit bildet eine Mischreihe mit Dolomit (CaMg[CO3]2) und Kutnohorit (CaMn[CO3]2).

## Etymologie und Geschichte
Erstmals entdeckt wurde Ankerit im Erzberg in der Steiermark (Österreich) und beschrieben 1825 von Wilhelm Ritter von Haidinger, der das Mineral nach dem österreichischen Mineralogen Matthias Joseph Anker (1771–1843) benannte.

## Klassifikation
In der mittlerweile veralteten, aber noch gebräuchlichen 8. Auflage der Mineralsystematik nach Strunz gehörte der Ankerit zur Mineralklasse der „Carbonate, Nitrate und Borate“ und dort zur Abteilung der „Wasserfreien Carbonate ohne fremde Anionen“, wo er zusammen mit Benstonit, Dolomit, Ewaldit, Huntit, Kutnohorit, Minrecordit und Norsethit die „Dolomitgruppe“ bildete.
Die seit 2001 gültige und von der International Mineralogical Association (IMA) verwendete 9. Auflage der Strunz'schen Mineralsystematik ordnet den Ankerit in die Klasse der „Carbonate und Nitrate“ (die Borate bilden hier eine eigene Klasse) und dort in die Abteilung der „Carbonate ohne zusätzliche Anionen; ohne H2O“ ein. Diese Abteilung ist allerdings weiter unterteilt nach der Art der beteiligten Kationen, so dass das Mineral entsprechend seiner Zusammensetzung in der Unterabteilung „Erdalkali- (und andere M2+) Carbonate“ zu finden ist, wo es nur noch zusammen mit Dolomit, Kutnohorit und Minrecordit die „Dolomitgruppe“ mit der System-Nr. 5.AB.10 bildet.
Die Systematik der Minerale nach Dana ordnet den Ankerit wie die veraltete 8. Auflage der Strunz'schen Systematik in die gemeinsame Klasse der „Carbonate, Nitrate und Borate“ und dort in die Abteilung der „Wasserfreien Carbonate“. Hier ist er zusammen mit Dolomit, Kutnohorit und Minrecordit in der „Dolomitgruppe (Trigonal: {\displaystyle R{\bar {3}}})“ mit der System-Nr. 14.01.01 innerhalb der Unterabteilung der „Wasserfreien Carbonate mit der Formel A+B2+(CO3)2“ zu finden.

## Bildung und Fundorte

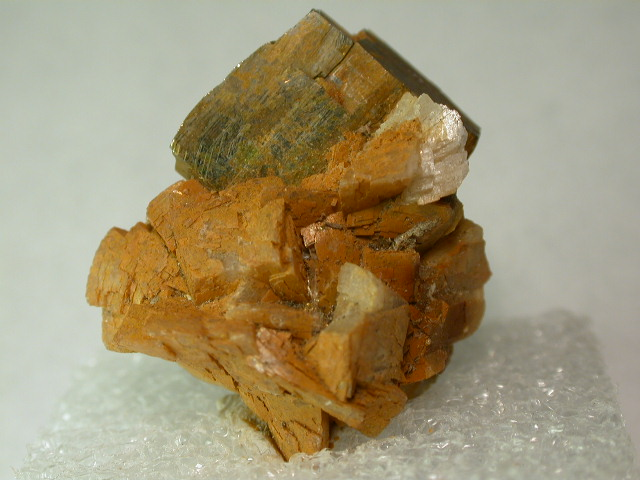
Durch Limonit bräunlich verfärbter Ankerit auf Pyrit aus dem Spruce Claim (Spruce Ridge), Goldmyer Hot Springs, King County (Washington), USA

Ankerit bildet sich in mittel- bis niedriggradigen, hydrothermalen Gängen, aber auch durch Metamorphose oder Sedimentation in verschiedenen Eisensteinen und Karbonatiten, wo es meist in Paragenese mit Siderit und Dolomit anzutreffen ist.
Weltweit konnte Ankerit bisher (Stand: 2011) an rund 2300 Fundorten nachgewiesen werden. Erwähnenswert sind aufgrund ihrer besonderen Mineralfunde unter anderem die „Tui Mine“ bei Te Aroha in Neuseeland und die „Gilman Mine“ im Eagle County in den USA, aus denen bis zu 5 cm große Kristalle geborgen werden konnten sowie Kladno und andere Orte in Tschechien, wo in Konkretionen etwa einen Zentimeter große Kristalle gefunden wurden.
Neben seiner Typlokalität Erzberg in der Steiermark wurde das Mineral in Österreich noch bei Badersdorf, Stadtschlaining und Redlschlag im Burgenland; in vielen Gegenden von Kärnten; bei Kirchberg am Wechsel und Semmering in Niederösterreich; in mehreren Regionen von Salzburg und der Steiermark; in Nord- und Osttirol sowie im Montafontal im Vorarlberg gefunden.
In Deutschland wurde Ankerit unter anderem im Schwarzwald (Baden-Württemberg), im Fichtelgebirge, Bayerischen Wald und Oberpfälzer Wald (Bayern); Odenwald, Spessart und Taunus (Hessen); im Harz (Niedersachsen); im Bergischen Land, Sauerland, Siegerland und in der Eifel (Nordrhein-Westfalen); im Hunsrück und Westerwald (Rheinland-Pfalz); im Erzgebirge (Sachsen) sowie bei Gera, im Thüringer Wald und bei Saalfeld/Saale (Thüringen).
In der Schweiz fand sich Ankerit vor allem in den Kantonen Graubünden, Tessin und Wallis.
Weitere Fundorte sind unter anderem Afghanistan, Ägypten, Algerien, Angola, Argentinien, Armenien, Australien, Belgien, Bolivien, Bosnien und Herzegowina, Brasilien, Bulgarien, Chile, China, Ecuador, Fidschi, Finnland, Frankreich, Ghana, Griechenland, Grönland, Guatemala, Guyana, Indien, Indonesien, Iran, Irland, Italien, Japan, Kanada, die Kanalinsel Jersey, Kasachstan, Kirgisistan, Luxemburg, Kolumbien, Korea, Kosovo, Kroatien, Madagaskar, Malawi, Mali, Malta, Marokko, Mauretanien, Mexiko, Mongolei, Namibia, Niederlande, Neuseeland, Norwegen, Oman, Pakistan, Peru, Philippinen, Polen, Portugal, Rumänien, Russland, Schweden, Simbabwe, Slowakei, Slowenien, Spanien, Südafrika, Tadschikistan, Tansania, Taiwan, Tunesien, Türkei, Ukraine, Ungarn, Usbekistan, Venezuela im Vereinigten Königreich (Großbritannien), die Vereinigten Staaten von Amerika (USA) und Vietnam.

## Kristallstruktur
Ankerit kristallisiert trigonal in der Raumgruppe R3 (Raumgruppen-Nr. 148) mit den Gitterparametern a = 4,84 Å und c = 16,19 Å sowie 3 Formeleinheiten pro Elementarzelle.

## Verwendung
Ankerit dient als Zuschlag beim Eisenschmelzen.